# Sudaniola remanella
Sudaniola remanella är en fjärilsart som beskrevs av Ulrich Roesler 1973. Sudaniola remanella ingår i släktet Sudaniola och familjen mott. Inga underarter finns listade i Catalogue of Life.